# Sfântul Sava
Sfântul Sava (în sârbă Свети Сава, cu alfabetul chirilic: Sveti Sava; c. 1175 – 27 ianuarie 1235) a fost un prinț sârb a Zahumliei și călugăr ortodox, primul arhiepiscop al Bisericii Ortodoxe Sârbe autocefale, creatorul literaturii și legislației sârbe, fondatorul Mănăstirii Hilandaru de pe Muntele Athos și un diplomat. S-a călugărit din tinerețe, primind numele monahal Sava. Numele său secular a fost Rastko Nemanici (în sârbă sârbă Растко Немањић, cu alfabetul chirilic: Rastko Nemanjić). A fost cel mai tânăr fiu al domnitorului sârb Ștefan Nemania și astfel membru al Casei Regale Nemanjić. Un principe vlah pe nume Strez, stăpân peste Macedonia, era aliat cu Imperiul Roman și a intrat în război cu sârbii. Sârbii l-au trimis pe Sava să negocieze o înțelegere. Înțelegerea nu s-a realizat dar Sava a reușit să inițieze un complot în urma căruia vlahul Strez a fost asasinat.
Sfântul Sava a influențat literatura medievală sârbă. În 1219 a redactat prima constituție din Serbia - Nomocanonul Sfântului Sava (în sârbă Zakonopravilo). A fost o compilație de drepturi civile bazat pe dreptul roman, și legi canonice după modelul Conciliile ecumenice. Scopul era să creeze un sistem legal codificat în micul regat sârbesc și să reglementeze guvernarea Bisericii Sârbe. Însă marea sa realizarea a fost înfăptuirea unei Biserici Sârbe autocefale (independente) în calitate de biserică națională a Serbiei în 1217.
Este considerat unul din cele mai importante figuri ale istoriei sârbe și este canonizat și venerat de Biserica Ortodoxă Sârbă. Viața sa și devotamentul său personal pentru poporul sârb au fost interpretate în multe lucrări artistice din perioada medievală până în cea modernă. Catedrala Sfântul Sava din Belgrad îi poartă numele și este cea mai mare biserică din lumea ortodoxă.

## În ficțiune
Dragan Micanovic interpretează rolul lui Sava Nemanjic în serialul de televiziune din 2017, „Nemanjići - rađanje kraljevine” (Dinastia Nemanjić - Nașterea unui regat). Seria îl prezintă pe regele Ștefan Primul-încoronat ca principalul protagonist.

## Vezi și
- Domentijan
- Strez#Campania anti-sârbă și moartea
- Sfântul Sava al II-lea
- 100 cei mai renumiți sârbi